# Jaromír Koláčný
Jaromír Koláčný est un joueur tchèque de volley-ball né le 25 avril 1980 à Děčín (région d'Ústí nad Labem). Il mesure 2,00 m et joue attaquant.

## Clubs
| Club                                  | Pays               | De        | À         |
| ------------------------------------- | ------------------ | --------- | --------- |
| Aero Odolena Voda/Chance Odolena Voda | République tchèque | 2000-2001 | 2003-2004 |
| Chênois Genève                        | Suisse             | 2004-2005 | 2004-2005 |
| Galatasaray SK                        | Turquie            | 2005-2006 | 2005-2006 |
| Pafiakos Paphos                       | Chypre             | oct 2006  | jan 2007  |
| Materdomini Volley                    | Italie             | jan 2007  | avr 2007  |
| CV Las Palmas                         | Espagne            | 2007-2008 | déc 2007  |
| AEK Athènes                           | Grèce              | déc 2007  | 2007-2008 |
| Club Alès CVB                         | France             | 2008-2009 | 2009-2010 |
| Rennes Volley 35                      | France             | 2010-2011 | 2011-2012 |
| AS Orange Nassau                      | France             | 2012-2013 | 2013-2014 |
| Saint-Quentin Volley                  | France             | 2014-2015 | 2016-2017 |
| VC Fentange                           | Luxembourg         | 2017-2018 | ...       |

## Palmarès
- Championnat de République tchèque (1)
  - Vainqueur : 2004
- Coupe de République tchèque (1)
  - Vainqueur : 2004
- Coupe de France (1)
  - Vainqueur : 2012
- Championnat du Luxembourg (1)
  - Vainqueur : 2018
- Coupe du Luxembourg (1)
  - Vainqueur : 2018